# (2675) Tolkien
(2675) Tolkien es un asteroide que forma parte del cinturón de asteroides y fue descubierto por Martin Watt el 14 de abril de 1982 desde la Estación Anderson Mesa (condado de Coconino, cerca de Flagstaff, Arizona, Estados Unidos).

## Designación y nombre
Su denominación provisional fue 1982 GB, y su descubridor le dio su nombre definitivo en honor al filólogo, profesor y escritor británico J. R. R. Tolkien, autor de las novelas de alta fantasía El hobbit y El Señor de los Anillos, entre otras obras.

## Características orbitales
Tolkien está situado a una distancia media del Sol de 2,213 ua, pudiendo alejarse hasta 2,439 ua y acercarse hasta 1,987 ua. Su excentricidad es 0,1019 y la inclinación orbital 2,754 grados. Emplea 1202 días en completar una órbita alrededor del Sol.

## Características físicas
La magnitud absoluta de Tolkien es 12,1 y el periodo de rotación de 1060 horas. Está asignado al tipo espectral S de la clasificación SMASSII.